# Малавийский фунт
 Малавийский фунт (англ. Malawian pound) — денежная единица Малави в 1964—1971 годах. Фунт = 4 кроны = 10 флоринов = 20 шиллингов = 240 пенсов.

## История
До введения национальной валюты в обращении находился фунт Родезии и Ньясаленда, приравненный к фунту стерлингов и служивший общей валютой трёх территорий Федерации Родезии и Ньясаленда (Южная Родезия, Северная Родезия, Ньясаленд).
16 ноября 1964 года начат выпуск в обращение малавийского фунта, заменившего фунт Родезии и Ньясаленда 1:1. Золотое содержание было зафиксировано в 2,48828 г чистого золота (равным золотому содержанию фунта стерлингов). После девальвации фунта стерлингов в ноябре 1967 года золотое содержание малавийского фунта также было снижено до 2,13281 г чистого золота.
15 февраля 1971 года вместо малавийского фунта введена малавийская квача, 1 фунт = 2 квачи.

## Монеты и банкноты
Чеканились монеты в 1, 6 пенсов, 1 шиллинг, 1 флорин, 1⁄2 кроны. В 1966 году была выпущена памятная монета качества пруф в 1 крону.
Выпускались банкноты в 5, 10 шиллингов, 1, 5 фунтов.